# 테아타투 AFC
테아타투 AFC(Te Atatu Association  Football Club)는 뉴질랜드 테아타투에 있는 아마추어 축구단이다. 팀의 홈그라운드는 테아타투 페닌실라 파크이며, NRF 챔피언십에 참가하고 있다.

## 역사
1960년에 창단되었다. 뉴질랜드 최고의 녹아웃 토너먼트 채텀 컵에서 팀의 최고 성적은 2016년 에 알바니 유나이티드, 오라티아 유나이티드, 와이헤케 유나이티드를 꺾고 4라운드에서 쓰리 킹스 유나이티드에 1-2로 패했을 때이다. 클럽은 또한 2016년에 두 번, 1997년 에 처음으로 그리고 2002년 에 다시 마지막 32강에 올랐다.

## 대회 기록

### 남자
- 노던 리그 디비전 2 B 우승[1]
- 노던 리그 디비전 포 노스 우승[1]

### 여자
- AWFA 녹아웃 실드 : 준우승, 1993[1]
- 노던 프리미어 여자 리그 : 우승, 1994[6]
- AWFA 녹아웃 실드 : 우승, 1994[1]
- AWFA 챔피언스-of-챔피언스 : 우승, 1994[1]